# 陳詩欣
陳 詩欣（ちん しきん, 1978年11月16日 - ）は、台湾の女子テコンドー選手、台北市立体育学院副教授。台北市出身。2004年のアテネオリンピックでテコンドー女子49kg級に出場し、チャイニーズタイペイ（台湾）初となる金メダルを獲得した。2004年9月6日、中華民国景星勲章を受章した。